# 2018-as Formula–1 osztrák nagydíj
Az osztrák nagydíj volt a 2018-as Formula–1 világbajnokság kilencedik futama, amelyet 2018. június 29. és július 1. között rendeztek meg a Red Bull Ringen, Spielbergben.

## Választható keverékek
| Abroncs            | Friss | Használt |
| ------------------ | ----- | -------- |
| Lágy keverék       |       |          |
| Szuperlágy keverék |       |          |
| Ultralágy keverék  |       |          |
| Átmeneti esőgumi   |       |          |
| Teljes esőgumi     |       |          |

## Szabadedzések

### Első szabadedzés
Az osztrák nagydíj első szabadedzését június 29-én, pénteken délelőtt tartották.
| helyezés | versenyző         | csapat/motor         | elért idő | különbség | futott kör |
| -------- | ----------------- | -------------------- | --------- | --------- | ---------- |
| 1        | Lewis Hamilton    | Mercedes             | 1:04,839  | −         | 39         |
| 2        | Valtteri Bottas   | Mercedes             | 1:04,966  | +0,127    | 39         |
| 3        | Max Verstappen    | Red Bull-TAG Heuer   | 1:05,072  | +0,233    | 42         |
| 4        | Sebastian Vettel  | Ferrari              | 1:05,180  | +0,341    | 29         |
| 5        | Daniel Ricciardo  | Red Bull-TAG Heuer   | 1:05,483  | +0,644    | 22         |
| 6        | Kimi Räikkönen    | Ferrari              | 1:05,776  | +0,937    | 31         |
| 7        | Romain Grosjean   | Haas-Ferrari         | 1:06,028  | +1,189    | 31         |
| 8        | Esteban Ocon      | Force India-Mercedes | 1:06,055  | +1,216    | 40         |
| 9        | Charles Leclerc   | Sauber-Ferrari       | 1:06,215  | +1,376    | 31         |
| 10       | Pierre Gasly      | Toro Rosso-Honda     | 1:06,394  | +1,555    | 36         |
| 11       | Marcus Ericsson   | Sauber-Ferrari       | 1:06,400  | +1,561    | 32         |
| 12       | Kevin Magnussen   | Haas-Ferrari         | 1:06,404  | +1,565    | 23         |
| 13       | Carlos Sainz Jr.  | Renault              | 1:06,427  | +1,588    | 29         |
| 14       | Sergio Pérez      | Force India-Mercedes | 1:06,455  | +1,616    | 42         |
| 15       | Nico Hülkenberg   | Renault              | 1:06,479  | +1,640    | 35         |
| 16       | Lance Stroll      | Williams-Mercedes    | 1:06,567  | +1,728    | 32         |
| 17       | Fernando Alonso   | McLaren-Renault      | 1:06,612  | +1,773    | 30         |
| 18       | Stoffel Vandoorne | McLaren-Renault      | 1:06,698  | +1,859    | 30         |
| 19       | Brendon Hartley   | Toro Rosso-Honda     | 1:06,871  | +2,032    | 45         |
| 20       | Robert Kubica     | Williams-Mercedes    | 1:07,424  | +2,585    | 38         |

### Második szabadedzés
Az osztrák nagydíj második szabadedzését június 29-én, pénteken délután tartották.
| helyezés | versenyző         | csapat/motor         | elért idő | különbség | futott kör |
| -------- | ----------------- | -------------------- | --------- | --------- | ---------- |
| 1        | Lewis Hamilton    | Mercedes             | 1:04,579  | −         | 37         |
| 2        | Valtteri Bottas   | Mercedes             | 1:04,755  | +0,176    | 42         |
| 3        | Sebastian Vettel  | Ferrari              | 1:04,815  | +0,236    | 53         |
| 4        | Daniel Ricciardo  | Red Bull-TAG Heuer   | 1:05,031  | +0,452    | 48         |
| 5        | Max Verstappen    | Red Bull-TAG Heuer   | 1:05,125  | +0,546    | 48         |
| 6        | Kimi Räikkönen    | Ferrari              | 1:05,265  | +0,686    | 42         |
| 7        | Romain Grosjean   | Haas-Ferrari         | 1:05,429  | +0,850    | 38         |
| 8        | Kevin Magnussen   | Haas-Ferrari         | 1:05,559  | +0,980    | 41         |
| 9        | Pierre Gasly      | Toro Rosso-Honda     | 1:05,758  | +1,179    | 31         |
| 10       | Stoffel Vandoorne | McLaren-Renault      | 1:05,930  | +1,351    | 47         |
| 11       | Carlos Sainz Jr.  | Renault              | 1:05,999  | +1,420    | 38         |
| 12       | Charles Leclerc   | Sauber-Ferrari       | 1:06,096  | +1,517    | 30         |
| 13       | Esteban Ocon      | Force India-Mercedes | 1:06,133  | +1,554    | 43         |
| 14       | Marcus Ericsson   | Sauber-Ferrari       | 1:06,199  | +1,620    | 29         |
| 15       | Nico Hülkenberg   | Renault              | 1:06,273  | +1,694    | 42         |
| 16       | Szergej Szirotkin | Williams-Mercedes    | 1:06,326  | +1,747    | 49         |
| 17       | Brendon Hartley   | Toro Rosso-Honda     | 1:06,332  | +1,753    | 55         |
| 18       | Sergio Pérez      | Force India-Mercedes | 1:06,354  | +1,775    | 48         |
| 19       | Fernando Alonso   | McLaren-Renault      | 1:06,429  | +1,850    | 33         |
| 20       | Lance Stroll      | Williams-Mercedes    | 1:06,626  | +2,047    | 44         |

### Harmadik szabadedzés
Az osztrák nagydíj harmadik szabadedzését június 30-án, szombaton délelőtt tartották.
| helyezés | versenyző         | csapat/motor         | elért idő | különbség | futott kör |
| -------- | ----------------- | -------------------- | --------- | --------- | ---------- |
| 1        | Sebastian Vettel  | Ferrari              | 1:04,070  | −         | 22         |
| 2        | Lewis Hamilton    | Mercedes             | 1:04,099  | +0,029    | 24         |
| 3        | Valtteri Bottas   | Mercedes             | 1:04,204  | +0,134    | 24         |
| 4        | Kimi Räikkönen    | Ferrari              | 1:04,470  | +0,400    | 22         |
| 5        | Max Verstappen    | Red Bull-TAG Heuer   | 1:04,791  | +0,721    | 14         |
| 6        | Daniel Ricciardo  | Red Bull-TAG Heuer   | 1:04,891  | +0,821    | 18         |
| 7        | Romain Grosjean   | Haas-Ferrari         | 1:04,916  | +0,846    | 17         |
| 8        | Kevin Magnussen   | Haas-Ferrari         | 1:05,013  | +0,943    | 16         |
| 9        | Carlos Sainz Jr.  | Renault              | 1:05,086  | +1,016    | 22         |
| 10       | Charles Leclerc   | Sauber-Ferrari       | 1:05,219  | +1,149    | 25         |
| 11       | Nico Hülkenberg   | Renault              | 1:05,228  | +1,158    | 19         |
| 12       | Pierre Gasly      | Toro Rosso-Honda     | 1:05,264  | +1,194    | 25         |
| 13       | Esteban Ocon      | Force India-Mercedes | 1:05,444  | +1,374    | 21         |
| 14       | Fernando Alonso   | McLaren-Renault      | 1:05,448  | +1,378    | 19         |
| 15       | Sergio Pérez      | Force India-Mercedes | 1:05,502  | +1,432    | 24         |
| 16       | Marcus Ericsson   | Sauber-Ferrari       | 1:05,699  | +1,629    | 27         |
| 17       | Brendon Hartley   | Toro Rosso-Honda     | 1:05,705  | +1,635    | 23         |
| 18       | Stoffel Vandoorne | McLaren-Renault      | 1:05,837  | +1,767    | 16         |
| 19       | Lance Stroll      | Williams-Mercedes    | 1:06,029  | +1,959    | 23         |
| 20       | Szergej Szirotkin | Williams-Mercedes    | 1:06,318  | +2,248    | 22         |

## Időmérő edzés
Az osztrák nagydíj időmérő edzését június 30-án, szombaton futották.
| helyezés              | rajtszám | versenyző         | csapat/motor         | 1. rész  | 2. rész  | 3. rész  | rajthely   | futott kör |
| --------------------- | -------- | ----------------- | -------------------- | -------- | -------- | -------- | ---------- | ---------- |
| 1                     | 77       | Valtteri Bottas   | Mercedes             | 1:04,175 | 1:03,756 | 1:03,130 | 1          | 18         |
| 2                     | 44       | Lewis Hamilton    | Mercedes             | 1:04,080 | 1:03,577 | 1:03,149 | 2          | 21         |
| 3                     | 5        | Sebastian Vettel  | Ferrari              | 1:04,347 | 1:03,544 | 1:03,464 | 6[1]       | 18         |
| 4                     | 7        | Kimi Räikkönen    | Ferrari              | 1:04,234 | 1:03,975 | 1:03,660 | 3          | 21         |
| 5                     | 33       | Max Verstappen    | Red Bull-TAG Heuer   | 1:04,273 | 1:04,001 | 1:03,840 | 4          | 18         |
| 6                     | 8        | Romain Grosjean   | Haas-Ferrari         | 1:04,242 | 1:04,059 | 1:03,892 | 5          | 17         |
| 7                     | 3        | Daniel Ricciardo  | Red Bull-TAG Heuer   | 1:04,723 | 1:04,403 | 1:03,996 | 7          | 22         |
| 8                     | 20       | Kevin Magnussen   | Haas-Ferrari         | 1:04,460 | 1:04,291 | 1:04,051 | 8          | 20         |
| 9                     | 55       | Carlos Sainz Jr.  | Renault              | 1:04,948 | 1:04,561 | 1:04,725 | 9          | 19         |
| 10                    | 27       | Nico Hülkenberg   | Renault              | 1:04,864 | 1:04,676 | 1:05,019 | 10         | 20         |
| 11                    | 31       | Esteban Ocon      | Force India-Mercedes | 1:05,148 | 1:04,845 |          | 11         | 19         |
| 12                    | 10       | Pierre Gasly      | Toro Rosso-Honda     | 1:05,011 | 1:04,874 |          | 12         | 16         |
| 13                    | 16       | Charles Leclerc   | Sauber-Ferrari       | 1:04,967 | 1:04,979 |          | 17[2]      | 19         |
| 14                    | 14       | Fernando Alonso   | McLaren-Renault      | 1:04,965 | 1:05,058 |          | boxutca[3] | 17         |
| 15                    | 18       | Lance Stroll      | Williams-Mercedes    | 1:05,264 | 1:05,286 |          | 13         | 17         |
| 16                    | 2        | Stoffel Vandoorne | McLaren-Renault      | 1:05,271 |          |          | 14         | 9          |
| 17                    | 11       | Sergio Pérez      | Force India-Mercedes | 1:05,279 |          |          | 15         | 11         |
| 18                    | 35       | Szergej Szirotkin | Williams-Mercedes    | 1:05,322 |          |          | 16         | 10         |
| 19                    | 28       | Brendon Hartley   | Toro Rosso-Honda     | 1:05,366 |          |          | 19[4]      | 11         |
| 20                    | 9        | Marcus Ericsson   | Sauber-Ferrari       | 1:05,479 |          |          | 18         | 11         |
| 107%-os idő: 1:08,565 |          |                   |                      |          |          |          |            |            |

Megjegyzés:
- ↑ 1:  — Sebastian Vettel 3 rajthelyes büntetést kapott, mert az időmérő edzésen feltartotta Carlos Sainzot.[3]
- ↑ 2:  — Charles Leclerc autójában sebességváltót kellett cserélni, ezért 5 rajthelyes büntetést kapott a futamra.[4]
- ↑ 3:  — Fernando Alonso autóján az időmérő edzést követően első szárnyat cseréltek, ezzel megszegték a parc fermé szabályait, így a boxutcából kellett rajtolnia.[5]
- ↑ 4:  — Brendon Hartley autójában számos erőforráselemet kicseréltek, ezért összesen 35 rajthelyes büntetést kapott.[6]

## Futam
Az osztrák nagydíj futama július 1-jén, vasárnap rajtolt.
| helyezés | rajtszám | versenyző         | csapat/motor         | futott kör | idő/kiesés oka   | rajthely | abroncs | pont |
| -------- | -------- | ----------------- | -------------------- | ---------- | ---------------- | -------- | ------- | ---- |
| 1        | 33       | Max Verstappen    | Red Bull-TAG Heuer   | 71         | 1:21:56,024      | 4        |         | 25   |
| 2        | 7        | Kimi Räikkönen    | Ferrari              | 71         | +1,504           | 3        |         | 18   |
| 3        | 5        | Sebastian Vettel  | Ferrari              | 71         | +3,181           | 6        |         | 15   |
| 4        | 8        | Romain Grosjean   | Haas-Ferrari         | 70         | +1 kör           | 5        |         | 12   |
| 5        | 20       | Kevin Magnussen   | Haas-Ferrari         | 70         | +1 kör           | 8        |         | 10   |
| 6        | 31       | Esteban Ocon      | Force India-Mercedes | 70         | +1 kör           | 11       |         | 8    |
| 7        | 11       | Sergio Pérez      | Force India-Mercedes | 70         | +1 kör           | 15       |         | 6    |
| 8        | 14       | Fernando Alonso   | McLaren-Renault      | 70         | +1 kör           | boxutca  |         | 4    |
| 9        | 16       | Charles Leclerc   | Sauber-Ferrari       | 70         | +1 kör           | 17       |         | 2    |
| 10       | 9        | Marcus Ericsson   | Sauber-Ferrari       | 70         | +1 kör           | 18       |         | 1    |
| 11       | 10       | Pierre Gasly      | Toro Rosso-Honda     | 70         | +1 kör           | 12       |         |      |
| 12       | 55       | Carlos Sainz Jr.  | Renault              | 70         | +1 kör           | 9        |         |      |
| 13       | 35       | Szergej Szirotkin | Williams-Mercedes    | 69         | +2 kör           | 16       |         |      |
| 14[1]    | 18       | Lance Stroll      | Williams-Mercedes    | 69         | +2 kör           | 13       |         |      |
| 15[2]    | 2        | Stoffel Vandoorne | McLaren-Renault      | 65         | baleseti sérülés | 14       |         |      |
| ki       | 44       | Lewis Hamilton    | Mercedes             | 62         | üzemanyagnyomás  | 2        |         |      |
| ki       | 28       | Brendon Hartley   | Toro Rosso-Honda     | 54         | hidraulika       | 19       |         |      |
| ki       | 3        | Daniel Ricciardo  | Red Bull-TAG Heuer   | 53         | kipufogó         | 7        |         |      |
| ki       | 77       | Valtteri Bottas   | Mercedes             | 13         | hidraulika       | 1        |         |      |
| ki       | 27       | Nico Hülkenberg   | Renault              | 11         | erőforrás        | 10       |         |      |

Megjegyzés:
- ↑ 1:  — Lance Stroll eredetileg a 13. helyen ért célba, de az idejéhez utólag hozzáadtak 10 másodpercet, mert figyelmen kívül hagyta a kék zászlót, ezzel visszacsúszott a 14. helyre.[8]
- ↑ 2:  — Stoffel Vandoorne nem ért célba, de a helyezését értékelték, mert a versenytáv több, mint 90%-át teljesítette.

## A világbajnokság állása a verseny után
| H   | Versenyzők       | Pont | H   | Konstruktőrök        | Pont |
| --- | ---------------- | ---- | --- | -------------------- | ---- |
| 1.  | Sebastian Vettel | 146  | 1.  | Ferrari              | 247  |
| 2.  | Lewis Hamilton   | 145  | 2.  | Mercedes             | 237  |
| 3.  | Kimi Räikkönen   | 101  | 3.  | Red Bull-TAG Heuer   | 189  |
| 4.  | Daniel Ricciardo | 96   | 4.  | Renault              | 62   |
| 5.  | Max Verstappen   | 93   | 5.  | Haas-Ferrari         | 49   |
| 6.  | Valtteri Bottas  | 92   | 6.  | McLaren-Renault      | 44   |
| 7.  | Kevin Magnussen  | 37   | 7.  | Force India-Mercedes | 42   |
| 8.  | Fernando Alonso  | 36   | 8.  | Toro Rosso-Honda     | 19   |
| 9.  | Nico Hülkenberg  | 34   | 9.  | Sauber-Ferrari       | 16   |
| 10. | Carlos Sainz Jr. | 28   | 10. | Williams-Mercedes    | 4    |

(A teljes táblázat)

## Statisztikák
- Vezető helyen:
  - Lewis Hamilton: 25 kör (1-25)
  - Max Verstappen: 46 kör (26-71)
- Valtteri Bottas 5. pole-pozíciója.
- Max Verstappen 4. futamgyőzelme.
- Kimi Räikkönen 46. versenyben futott leggyorsabb köre.
- A Red Bull 58. futamgyőzelme.
- Max Verstappen 15., Kimi Räikkönen 96., Sebastian Vettel 104. dobogós helyezése.
- A Force India 200. nagydíja.[9]